# Filialkirche Karl

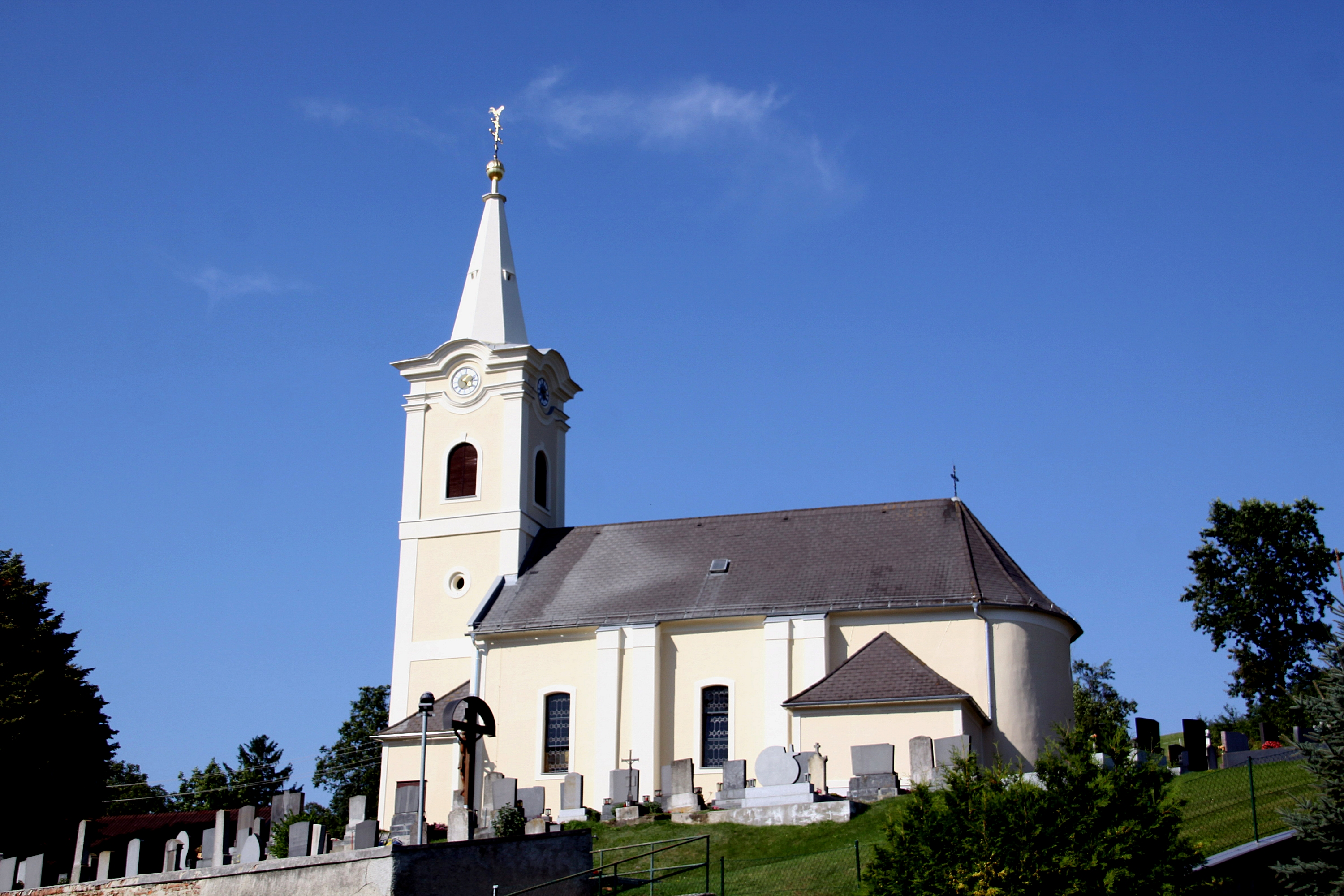
Katholische Filialkirche hl. Katharina in Karl

Die römisch-katholische Filialkirche Karl steht in der Ortschaft Karl in der Marktgemeinde Draßmarkt im Bezirk Oberpullendorf im Burgenland. Die dem Patrozinium Heilige Katharina von Alexandrien unterstellte Filialkirche gehört zum Dekanat Oberpullendorf in der Diözese Eisenstadt. Die Kirche und der Friedhof stehen unter Denkmalschutz (Listeneintrag).

## Geschichte
Der Ort Karl wurde bereits 1279 urkundlich genannt. Die Kirche wurde 1597 erstmals in einem Visitationsbericht zu Draßmarkt erwähnt, bei der Visitation 1647 wurde das Patrozinium sowie der Grundherr Graf Franz Nádasdy der Gemeinde Karl genannt. Im Jahr 1651 wurde festgehalten, dass die Kirche von einem Friedhof umgeben ist und einen Holzturm mit einer Glocke hat.
Im Jahre 1723 wurde die Kirche auf Initiative des Pressburger Domherrn Matthias Mack, geboren 1676 in Karl, vergrößert. Im Jahr 1760 wurde ein Steinturm mit einem gemauerten Helm genannt. 1952 wurden die Turmfenster, die Turmkugel und die Kreuzkugel erneuert, die eingezogenen Glocken im Zweiten Weltkrieg wurden durch zwei neue Glocken ersetzt.

## Architektur
Das Kircheninnere zeigt ein Langhaus unter einer Flachdecke, der Chor ist gewölbt. Die Kanzel ist aus Stein. Im Turmerdgeschoß gibt es links und rechts zwei unterschiedliche Weihwasserbecken aus Stein. Die Eichentür vom Turmerdgeschoß zum Langhaus stammt nach einer Überlieferung aus dem ehemaligen Kamaldulenserkloster in Landsee im Markt Sankt Martin.

## Einrichtung
Die Kirche hat zwei Altäre. Der Hochaltar zeigt das Bild der Kirchenpatronin Katharina von Alexandria und wird von den barocken Statuen der Heiligen Oswald und Wendelin flankiert. Das Altarbild des Seitenaltars mit einer Darstellung der hl. Veronika stammt aus dem Jahr 1832. Es wird von Herz-Jesu- und Herz-Mariä-Statuen aus dem 19. Jahrhundert flankiert.

## Grabdenkmäler
- Das Kriegerdenkmal bei der Kirche wurde 1924 zum Ersten Weltkrieg errichtet. Das Denkmal wurde nach dem Zweiten Weltkrieg mit einer Tafel der Gefallenen und Vermissten ergänzt.